# Сонневи, Йоран
Йоран Сонневи (швед. Göran Sonnevi, 3 октября 1939, Лунд) — шведский поэт и переводчик.

## Биография
Вырос в Хальмстаде, учился в Лундском университете литературе, лингвистике и библиотековедению.

## Творчество
Переводчик Гёльдерлина, Мандельштама, Паунда, Энценсбергера.

## Книги
- Outfört (1961)
- Abstrakta dikter/ Абстрактные стихи (1963)
- ingrepp-modeller (1965)
- och nu! (1967)
- Det gäller oss. Dikter 1959—1968/ Стихи 1959—1968 (1969)
- Det måste gå (1970)
- Det oavslutade språket/ Неисчерпаемый язык (1972)
- Dikter 1959—1973/ Стихи 1959—1973 (1974)
- Det omöjliga/ Невероятное (1975)
- Språk; Verktyg; Eld/ Язык, инструменты, огонь (1979)
- Små klanger; en röst/ Слабое звучание, голос (1981)
- Dikter utan ordning/ Беспорядочные стихи (1983)
- Oavslutade dikter/ Незавершённые стихи (1987)
- Trädet/ Дерево (1991)
- Mozarts tredje hjärna/ Третий мозг Моцарта (1996)
- Klangernas bok/ Книга аккордов (1998)
- Oceanen/ Океан (2005)
- Bok utan namn/ Книга без названия (2012, собрание стихотворений)

## Публикации на русском языке
- В Журнальном зале

## Признание
Премия Шведского радио (1968). Литературная премия популярной газеты Aftonbladet (1972). Премия Бельмана (1979). Премия Нильса Ферлина (1998). Премия Шведской академии (2005). Литературная премия Северного Совета (2006) и др. награды. Стихи Сонневи переведены на английский, немецкий, итальянский, нидерландский, финский, турецкий и др. языки, многие из них положены на музыку.